# Salsa (geologia)
La salsa è un fenomeno geologico consistente nella fuoriuscita dal terreno di fango, acqua salata, misto a gas di varia natura, in particolare idrocarburi, a bassa temperatura (vicina alla temperatura ambiente).
Se non riesce ad allontanarsi rapidamente, il fango fuoriuscito secca e sedimenta nelle immediate vicinanze della sorgente costruendo così dei vulcani di fango.
Il fenomeno può essere causato dalla presenza di giacimenti di idrocarburi a bassa profondità o gas che passa attraverso faglie geologiche profonde, che nel risalire intercettano il fango e ne abbassano la densità, favorendone la risalita.
Dalle acque salse limpide si può ricavare il sale per evaporazione o per ebollizione come per le saline di Bobbio, usate dai Romani e dai Longobardi e poi dai monaci di san Colombano, il sale prodotto era persino superiore a quello di acqua di mare (due volte nella fonte di Piancasale), ed inoltre era ricco di iodio e magnesio. 
Da Bobbio, verso Varzi e anche verso la Val Trebbia fino a Genova partiva la Via del sale nelle zone sotto il dominio prima dei monaci colombaniani e poi dei Malaspina.

## Salse in Italia
- Acque salse e terme di Bobbio
- Riserva naturale regionale delle Salse di Nirano
- Salsa di Regnano e di Casola Querciola
- Salsomaggiore Terme
- Salse di Puianello
- Salse del Dragone o di Sassuno